# Giorgio Barbetta
Giorgio Barbetta Manzocchi (1 de septiembre de 1971, Berbenno di Valtellina, Italia) es un obispo, filósofo y teólogo italiano. Es el administrador apostólico de la Diócesis de Huari, en Áncash, Perú desde 2021 y obispo titular de la diócesis de Isola, Italia, desde 2019.

## Biografía
Giorgio Barbetta nació en el pueblo de Berbenno de Valtellina, el mismo lugar de origen del Padre Ugo de Censi. Estudió filosofía y teología en el seminario regional Pío XI de Asís y recibió el sacramento de la ordenación el 20 de septiembre de 1998. Con la organización no gubernamental Operazione Mato Grosso (OMG) llegó al Perú como sacerdote Fidei Donum de la diócesis de Gubbio.
Desde 2017 fue rector del seminario regional "Señor de Pomallucay" en San Luis de Chuquipampa de la Diócesis de Huari. El 12 de diciembre de 2019, el Papa Francisco lo nombró como obispo titular de Isola y obispo auxiliar de Huari.

## Obispo de Huari, Perú
Tras el fallecimiento del monseñor Ivo Baldi, obispo titular de Huari, a causa de la COVID-19 en junio de 2021. Barbetta asumió el cargo tras ser obispo auxiliar de la diócesis desde 2019. Su primer acto litúrgico fue el velatorio y misa del monseñor Ivo Baldi y su posterior enterramiento en la ciudad de Piscobamba el 12 de junio.